# Johann Fritz
Johann Peter Fritz (... – Vienna, 1834) è stato un artigiano austriaco, uno dei più illustri produttori di pianoforti a Vienna.

## Biografia
I suoi pianoforti erano apprezzati per la buona qualità e la melodiosità. Sappiamo che Giuseppe Verdi amava molto i pianoforti di Johann Fritz e utilizzò il pianoforte Fritz a 6 pedali dai tempi de Il Rigoletto nel 1851 all'Aida nel 1871. Questo pianoforte si trova nella villa del compositore, Villa Verdi, nella Provincia di Piacenza.
Alcuni strumenti di Fritz sono presentati in musei come Il museo degli strumenti musicali a Milano, The Museum of Fine Arts a Boston, The Finchcocks Charity for Musical Education a Tunbridge Wells nel Kent e una delle copie moderne di pianoforti di Johann Fritz, costruito da Paul McNulty, si trova all'Università di Ratisbona in Germania.
Dopo la morte di Johann Fritz, avvenuta nel 1834 a Vienna, suo figlio continuò l’attività dell'azienda. Sembra che abbia trasferito la sua fabbrica a Graz alla fine degli anni '30 del XIX secolo, dopo il 1837.

## Registrazioni
- Anneke Scott, Steven Devine. Ludwig van Beethoven. Beyond Beethoven: Works for natural horn and fortepiano. Label: Resonus